# قطعنامه ۳۱۹ شورای امنیت
قطعنامه ۳۱۹ شورای امنیت سازمان ملل متحد که در تاریخ ۰۱ اوت ۱۹۷۲ تصویب شد، سندی بین‌المللی دربارهٔ وضعیت نامبیا است. این قطعنامه طی نشست ۱٬۶۵۷ام
با ۱۴ موافق،۰ مخالف و۰ ممتنع تصویب شد.